# Piscines Bernat Picornell

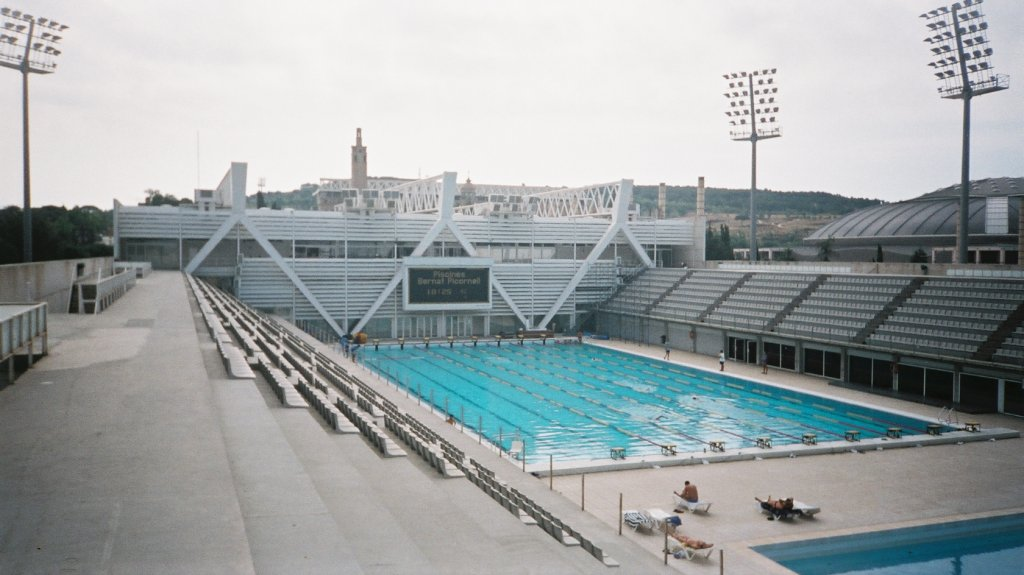
A Piscines Bernat Picornell uszoda

A Piscines Bernat Picornell úszólétesítmény az 1992. évi nyári olimpiai játékoknak otthont adó Olimpiai Parkban található Barcelona Montjuic nevű városrészében. A létesítmény három medencét foglal magába: egy 50 méteres fedettpályás medencét, egy 50 méteres szabadtéri medencét, illetve egy mélyvizű medencét, amely búvároknak készült. Az olimpiai játékok során itt rendezték meg a szinkronúszók versenyszámait, az úszás versenyszámait, a vízilabdadöntőt, illetve a pentatlon úszó szakaszát is. A medencék a nagyközönség számára nyitva vannak és egész évben használhatóak.

## Története
A létesítményt a híres katalán úszóról Bernat Picornell i Richierről nevezték el, aki a Spanyol Úszószövetség megalapítója. A Piscines Bernat Picornell az 1970-es úszó-Európa-bajnokság számára épült, majd 1990-ben felújítási munkálatok kezdődtek a barcelonai olimpia miatt, melynek vizes számait ezeken a helyszíneken tartották meg. Ekkor bővítették ki a lelátókat is ideiglenes elemekkel, melyeknek befogadóképessége elérte a 10 000 főt. Az 1992-es játékok után a szabadtéri medencében számos spanyol és katalán bajnokságot rendeztek és itt tartották meg a 2003-as úszó-világbajnokság versenyszámait is. Tíz évvel később ismét Barcelona adott otthont a 2013-as úszó-világbajnokságnak. Ebben az uszodában rendezték a vb vízilabda-mérkőzéseit. A szabadtéri medence 3000 néző befogadására alkalmas alapesetben.

## Fordítás
Ez a szócikk részben vagy egészben  a   Piscines Bernat Picornell című angol Wikipédia-szócikk ezen változatának fordításán alapul.  Az eredeti cikk szerkesztőit annak laptörténete sorolja fel. Ez a jelzés csupán a megfogalmazás eredetét és a szerzői jogokat jelzi, nem szolgál a cikkben szereplő információk forrásmegjelöléseként.